# 멀린 로켓 엔진

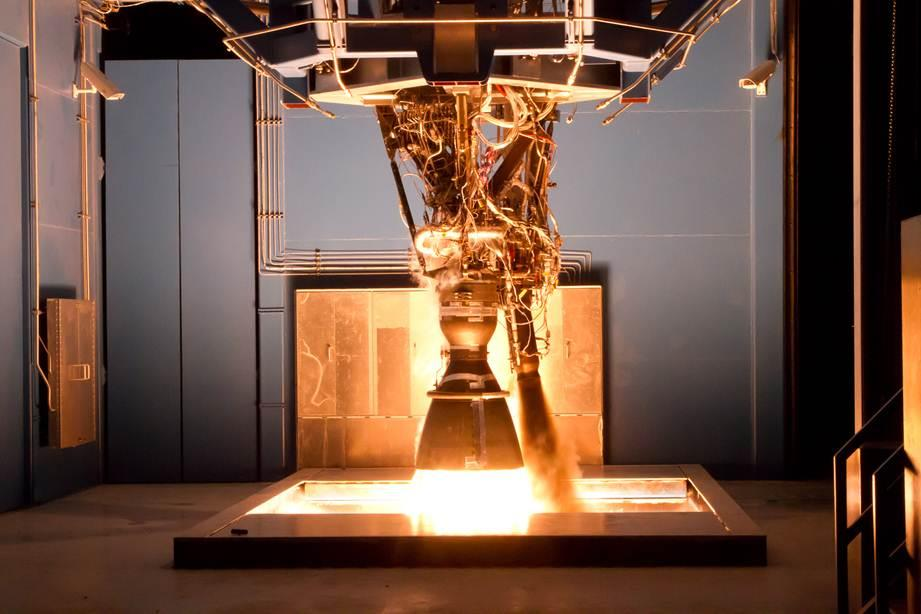
멀린 1D 로켓 엔진

멀린 엔진(Merlin Engine)은 스페이스X사가 개발한 로켓 엔진이다. RP-1을 사용하며, 추력 30톤에서 80톤까지 점차 대형화되고 있다. 팰컨 9는 멀린 엔진을 9개 써서 팰컨 9이라고 부른다.

## 파생형

### 멀린 1A
멀린 1A 엔진은 340 kN (77,000 lbf, 35 톤힘) 추력을 낸다. 2회만 발사하고 사용하지 않았다. 2006년 3월 24일 최초발사했지만, 발사직후 폭발했다. 2007년 3월 21일 발사는 성공했다. 모두 팰컨 1의 1단에 사용되었다. 연료는 RP-1 등유, 산화제는 액체산소를 사용한다. 

### 멀린 1C

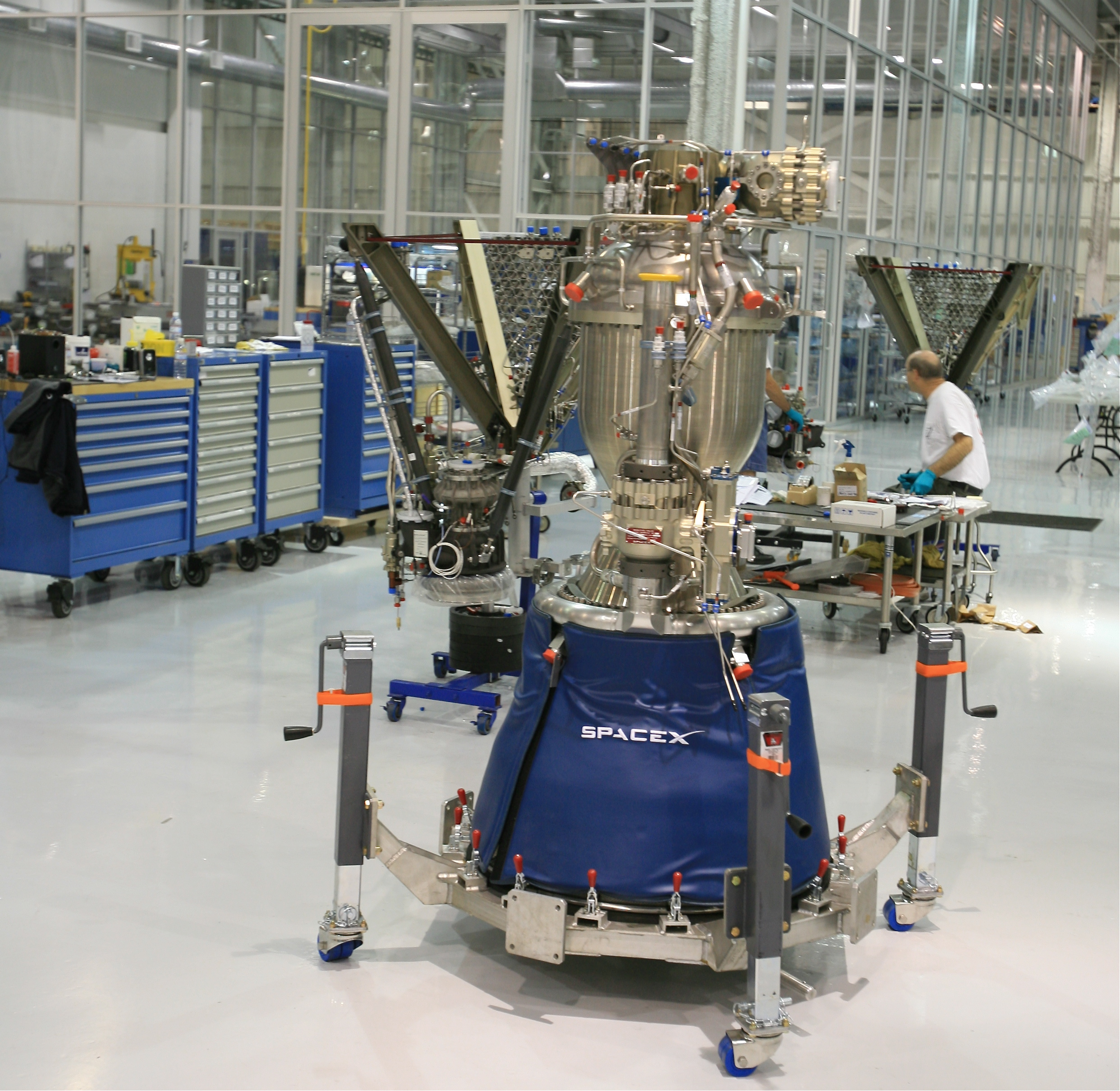
멀린 1C 엔진

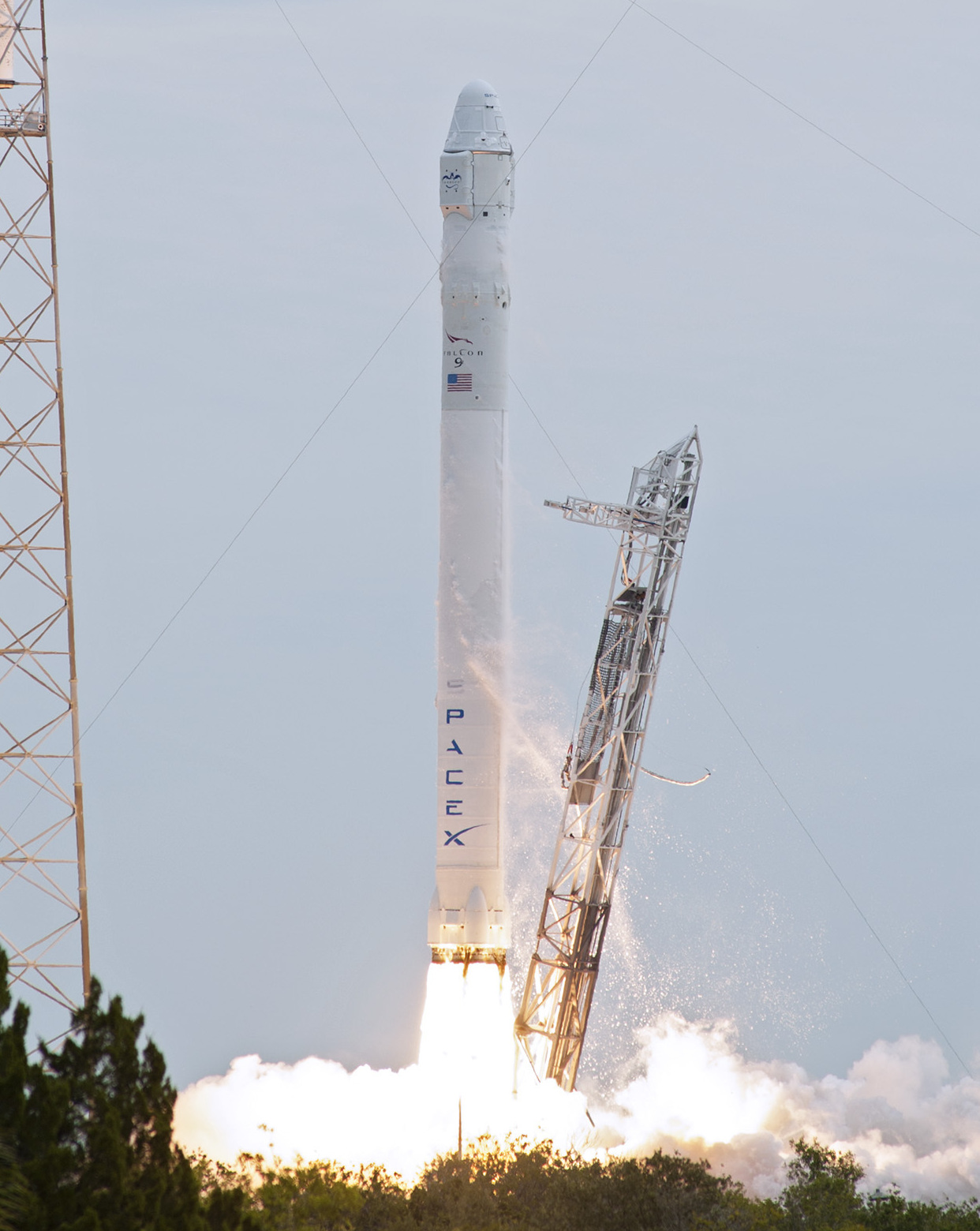
멀린 1C 엔진 9개를 1단으로 사용한 팰컨 9 v1.0 로켓

멀린 1C는 팰컨 1 3회 발사 때 최초로 사용되었다. 엔진을 끄고 난 뒤에 단 분리를 하는데 미세한 출력이 남아있어서 2단과 충돌, 실패했다. 실패직후 엘론 머스크는 팰컨 9에 사용될 거라고 확인했다. 2008년 8월 28일, 팰컨 1 4회 발사에 성공했다. 진공추력 480 kN (110,000 lbf, 50 톤힘), 해면추력 420 kN (94,000 lbf, 42.6 톤힘)
2010년 6월 4일, 멀린 1C 엔진 9개를 1단으로 사용한 팰컨 9 v1.0 로켓을 최초로 발사했다. 팰컨 9의 최초발사다.

### 멀린 1D

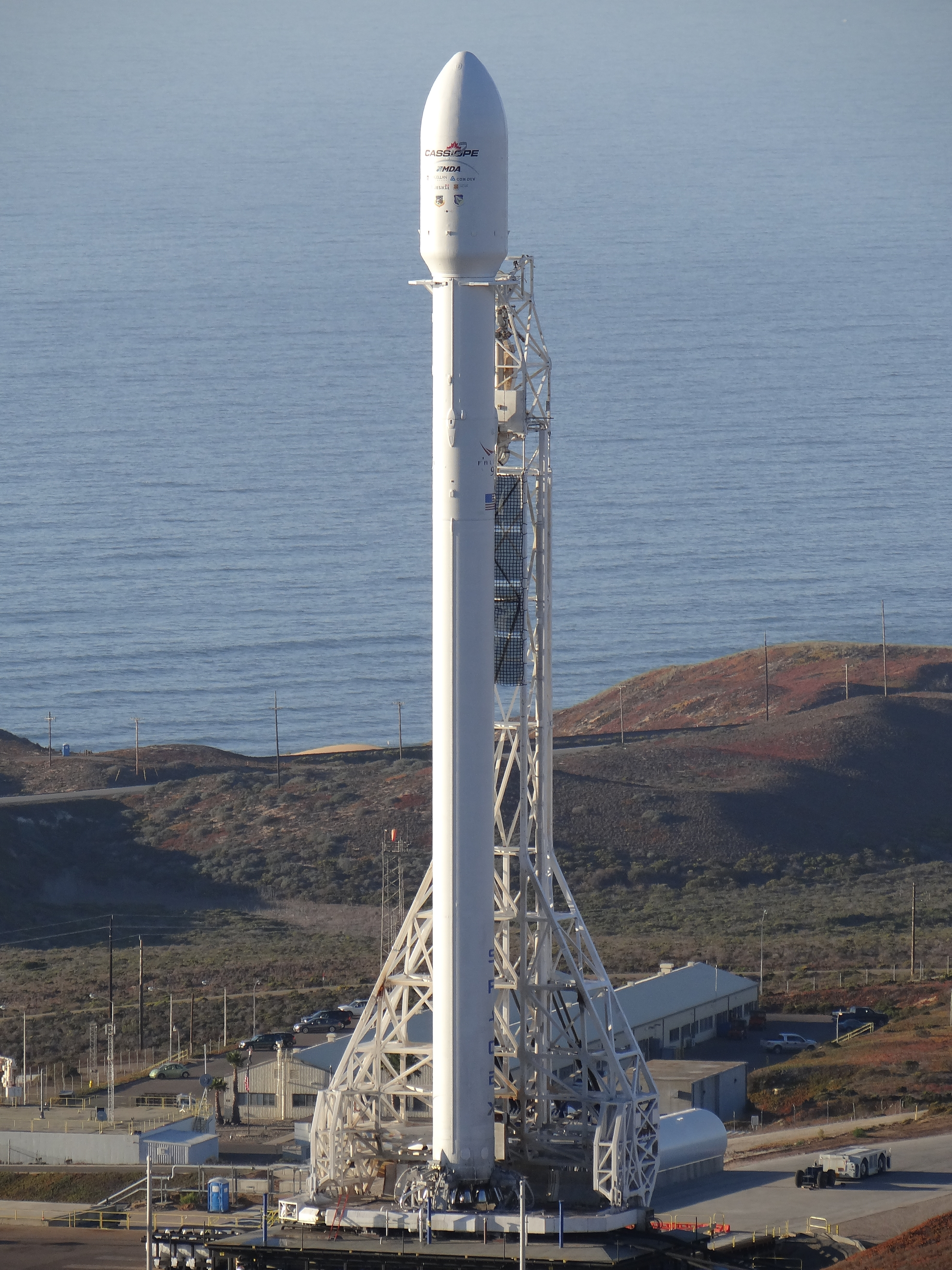
멀린 1D 엔진 9개를 1단으로 사용한 팰컨 9 v1.1

멀린 1D 엔진은 2011년-2012년에 개발되었다. 2013년 최초발사했다. 멀린 1D은 원래 2011년 4월에는 620 kN (140,000 lbf, 63.5 톤힘) 추력으로 설계되었다. 추력을 100%에서 70%까지 조절할 수 있는 새로운 기능이 추가되었다. 이후에 40%까지 추력을 줄일 수 있게 개발되었다. 또한 부품수를 줄여서 생산하기 더 쉽게 했다.
2012년 11월 팰컨 9의 멀린 1D 엔진은 진공추력 720 kN (161,000 lbf, 73 톤힘), 해면추력 650 kN (147,000 lbf, 66.6 톤힘)이라고 발표되었다. 한국이 개발중인 KARI 75톤급 로켓엔진이 진공추력 75톤, 해면추력 65톤인데, 매우 비슷하다.
2013년 3월 20일 스페이스X는 멀린 1D 엔진이 발사가능하다는 인증(flight qualification)을 받았다고 발표했다.
2013년 6월, 팰컨 9 v1.1의 1단에 멀린 1D 엔진 9개를 장착해, 최초의 지구궤도 발사를 했다.
2013년 11월 4일, 엘론 머스크는 멀린 1D 엔진이 실제로는 85% 추력으로 사용되고 있다면서, 해면추력 730 kN (165,000 lbf, 74.8 톤힘)까지 추력을 낼 수 있다고 말했다.
2016년 5월, 스페이스X는 멀린 1D 엔진을 진공추력 914 kN (205,500 lbf, 93.2 톤힘), 해면추력 845 kN(190,000 lbf, 86 톤힘)으로 업그레이드 할 것이라고 발표했다. 그렇게 되면, 팰컨 9 로켓으로 22톤의 화물을 지구 저궤도에 올릴 수 있다.

### 멀린 1D 진공
멀린 1D 진공(Merlin 1D Vacuum)은 팰컨 9 v1.1과 팰컨 헤비 로켓의 2단에 사용된다. 우주에서 점화되기 때문에 진공 버전을 사용한다. 2012년 후반, 엘론 머스크는 멀린 1D 진공의 연소시험 사진을 트위터에 올리면서, 80톤 추력이라고 말했다. 현재 스페이스X의 홈페이지에서는 추력 934 kN (210,000 lbf, 95 톤힘)라고 명시했다. 스페이스X에 따르면, 멀린 1D 진공은 39%인 360 kN (81,000 lbf, 36.7 톤힘)까지 추력을 낮출 수 있다.

## 같이 보기
- KARI 75톤급 로켓엔진 - 한국의 진공추력 75톤 로켓 엔진
- RD-250 - 러시아의 진공추력 90톤 로켓 엔진
- 북한 신형 우주발사체 - 북한의 진공추력 80톤 로켓 엔진
- 랩터 로켓 엔진
- 팰컨 1
- 로켓 엔진 비교
- 로켓 엔진
- 로켓다인 F-1